# 七叶树叉钩丝壳
七叶树叉钩丝壳（学名：Sawadaea aesculi）是属于白粉菌目白粉菌科叉钩丝壳属的一种真菌，寄生在七叶树属植物上。该种分布于中国。